# 內龐塞特 (加利福尼亞州)
內龐塞特（英語：Neponset）是位於美國加利福尼亞州蒙特雷縣的一個非建制地區。該地的面積和人口皆未知。

## 地理
內龐塞特的座標為36°43′43″N 121°47′04″W / 36.72861°N 121.78444°W，而該地的平均海拔高度為7米（即23英尺）。